# Valentina Nikolajevna Žuravlevová
Valentina Nikolajevna Žuravlevová (rusky  Валентина Николaевна Журавлёва, Valentina Nikolajevna Žuravljova; 17. července 1933, Baku, Ázerbájdžán – 12. března 2004, Petrozavodsk, Karelská republika, Rusko) byla ruská sovětská spisovatelka vědeckofantastické literatury původem z Ázerbájdžánu.

## Život
Narodila se roku 1933 v Baku v Ázerbájdžánu. Již jako dítě se zajímala o literaturu, ale spisovatelkou se stát nechtěla. Roku 1956 ukončila studium na Farmaceutické fakultě Ázerbájdžánského lékařského institutu a zabývala se farmakognozií (naukou o léčivých rostlinách). Psát začala během studia, k publikování ji musel přemluvit její manžel Genrich Saulovič Altšuller (1926–1998), sám také spisovatel sci-fi (pod pseudonymem Altov). Roku 1958 tak vyšly časopisecky její dvě vědeckofantastické povídky Сквозь время (Přes hranice času) a Эксперимент 768 (Experiment 768), které upoutaly pozornost čtenářů i kritiků. Od roku 1963 byla členem Svazu sovětských spisovatelů.
Se svým manželem žila v Baku a pomáhala mu v práci na zdokonalení jeho metodologie inovací TRIZ (Tvorba a řešení inovačních zadání), rusky (ТРИЗ) (Теория решения изобретательских задач). Po pogromu na arménské obyvatelstvo v Baku roku 1990 a po následném ostrém vzplanutí Ázerbájdžánského nacionalismu opustila se svým manželem rodné město a oba se usídlili v Petrozavodsku v Karélii. Po smrti manžela roku 1998 se zabývala systemizací jeho osobního archivu.
Její prózy čerpají náměty především z kosmických letů a z předpokládaných kontaktů s jinými civilizacemi a vyznačují se zdůrazňováním dobrých lidských vlastností, jako je sebeobětování nebo vzájemná pomoc. Je také autorkou řady článků a studií o sci-fi literatuře.

## Dílo

### Sbírky povídek
- Сквозь время (1960, Přes hranice času), sbírka povídek.
- Зоряна соната (1960), sbírka povídek.
- Человек, создавший Атлантиду (1963, Člověk, který stvořil Atlantidu), sbírka povídek.
- Снежный мост над пропастью (1971, Sněhový most nad propastí), sbírka povídek.
- Летящие во Вселенной (2002, Letící vesmírem), sbírka povídek Valentiny Nikolajevny Žuravlevové a jejího manžela Genricha Sauloviče Altova (pseudonym).

### Cyklus Kira Safraj
Cyklus o Kiře Safraj, nejprve studentce a poté vynikající psycholožce, se skládá ze šesti povídek knižně vydaných v různých autorčiných sbírkách.
- Снежный мост над пропастью (1969, Sněhový most nad propastí), vyšlo ve stejnojmenné povídkové sbírce z roku 1971.
- Приключение (1969, Příhoda), vyšlo v povídkové sbírce Sněhový most nad propastí z roku 1971.
- Мы пойдем мимо – и дальше (1971), vyšlo v povídkové sbírce Sněhový most nad propastí z roku 1971.
- Звезда психологии (2002, Hvězda psychologie), souhrnný název pro poslední tři povídky cyklu vyšlé ve sbírce povídek Letící vesmírem (2002):
  - Вся правда о перламутровых молниях (1980),
  - Даешь хрононавтику! (1981),
  - Четыре мраморных слоника (1981, Čtyři mramoroví sloni).

### Novela
- Баллада о звёздах (1960, Balada o hvězdách), novela, společně s Genrichem Saulovičem Altovem (pseudonym jejího manžela). Na planetě v soustavě hvězdy Sirius jsou objeveny myslící bytosti naprosto odlišné od všech bytostí z jiných planet.

### Stati
- Два закона Жюля Верна (1960, Podle zákona Julese Verna).
- Стартовая площадка мечты  (1961, Startovní místo snu).
- Изобретения, заказанные мечтой (1964, Vynálezy vytvořené snem), o realizaci technických idejí z vědeckofantastické literatury.
- Фантастика и наука (1965, Fantastika a věda).
- Горизонты фантастики (1966, Obzory fantastiky).

## Česká vydání

### Knihy
- Lidé z Modré hvězdy, Naše vojsko, Praha 1961, přeložil Milan Codr a Vladimír Michna, šest povídek od Valentiny Nikolajevny Žuravlevové a jejího manžela Genricha Sauloviče Altova (pseudonym) a jejich společná novela Balada o hvězdách.

### Povídky
- Kámen z nebes (1959, Звездный камень), vyšlo v knize Lidé z Modré hvězdy, Naše vojsko, Praha 1961, přeložil Vladimír Michna.
- Lidé z Modré hvězdy (1959, Голубая планета), vyšlo v knize Lidé z Modré hvězdy, Naše vojsko, Praha 1961, přeložil Vladimír Michna a v antologii Povídky z vesmíru, Svět sovětů, Praha 1961, přeložil Jaroslav Piskáček.
- Šestá posádka (1959, Шестой экипаж), vyšlo v antologii Povídky z vesmíru, Svět sovětů, Praha 1961, přeložil Jaroslav Piskáček.
- Kapitán hvězdoletu (1960, Астронавт), vyšlo v knize Lidé z Modré hvězdy, Naše vojsko, Praha 1961, přeložil Vladimír Michna.
- Oprava o neznámou (1961, Поправка на икс), vyšlo v knize Lidé z Modré hvězdy, Naše vojsko, Praha 1961, přeložil Vladimír Michna.
- Druhá cesta (1963, Второй путь), vyšlo v antologii Zajatci Velikého mozku, Albatros, Praha 1973, přeložili Hana a Ivo Vaculínovi.
- Sněhový most nad propastí (1969, Снежный мост над пропастью), vyšlo v antologii Zajatci Velikého mozku, Albatros, Praha 1973, přeložili Hana a Ivo Vaculínovi.
- Příhoda (1969, Приключение), vyšlo v antologii Princip nepravděpodobnosti, Lidové nakladatelství, Praha 1977, přeložil Ivo Král.
- Uličnice (1966, Нахалка), vyšlo v antologii Tady končí každý špás, Lidové nakladatelství, Praha 1982 a pod názvem Drzá žába v antologii Maják na útesu Delfínů, Albatros, Praha 1983, přeložil Ivo Král.
- Jistý Morgan Robertson (1980, Некий Морган Робертсон), vyšlo v antologii Vesmírní detektivové: Fantastika 84, Lidové nakladatelství, Praha 1984, přeložil Jaroslav Piskáček.
- Orlík (1961,Орленок), vyšlo v antologii Chlapík z pekla, Albatros, Praha 1986, přeložila Miroslava Genčiová.